# Hesperantha debilis
Hesperantha debilis är en irisväxtart som beskrevs av Peter Goldblatt. Hesperantha debilis ingår i släktet Hesperantha och familjen irisväxter. Inga underarter finns listade i Catalogue of Life.